# Simão Rodrigues
Simão Rodrigues de Azevedo (ur. 1510 w Vouzeli, zm. 15 czerwca 1579 w Lizbonie) – portugalski ksiądz, jeden ze współzałożycieli zakonu jezuitów.

## Życiorys
Pochodził z portugalskiej rodziny szlacheckiej. Podczas studiów w Paryżu był jednym z pierwszych sześciu towarzyszy Ignacego Loyoli i późniejszych założycieli Towarzystwa Jezusowego.
Po kilku latach pracy pod kierownictwem Loyoli został wysłany do Portugalii, gdzie jego silna osobowość szybko przyciągnęła wielu młodych mężczyzn. Zdobył sobie również ważną pozycję na dworze królewskim. Jako portugalski prowincjał jezuitów był odpowiedzialny za pozwolenie na degenerację dewocji ludowej – nocne kazania wzywające do pokuty i samobiczowanie na ulicach Coimbry. Listy od Loyoli wzywające do większej dyscypliny nie odniosły skutku. Pomimo zdobytej popularności i wpływów został odwołany i wezwany do Rzymu, gdzie w 1544 na własne żądanie został osądzony. Trzech jezuickich sędziów uznało go za winnego ekscesów i braku posłuszeństwa. Wszystkie nałożone kary zostały przez Loyolę zawieszone, z wyjątkiem zakazu powrotu do Portugalii. Przydzielone zostały mu obowiązki we Włoszech i później w Hiszpanii. Rodrigues przez wiele lat usiłował ten zakaz cofnąć, ale jego starania u wysoko postawionych przyjaciół nie przyniosły rezultatu. Dopiero na starość zezwolono mu na powrót do ojczyzny, gdzie przed śmiercią spisał historię wczesnych lat Towarzystwa.